# Aberavon (circonscription du Parlement britannique)
Ne doit pas être confondue avec Aberavon, une circonscription du Senedd.
Pour les articles homonymes, voir Aberavon (homonymie).
Circonscription parlementaire de la 

Chambre des communes
Aberavon (en Gallois : Aberafan) est une ancienne circonscription parlementaire britannique située au pays de Galles. La ville d'Aberavon (5452 hab.) donne son nom à la circonscription, bien que Port Talbot soit la ville la plus peuplée (31 550 hab.). Elle existe de 1918 à 2024.

## Histoire
La circonscription a été créée lors des élections générales de 1918 par division de celle de Swansea. Le Parti travailliste a toujours tenu cette circonscription à l'exception de son premier terme. Ramsay MacDonald, qui fut Premier ministre en 1924, fut l'élu de cette circonscription de 1922 à 1929.
La circonscription est supprimée en 2024. Son territoire est partagé entre les nouvelles circonscriptions de Aberafan Maesteg et Neath and Swansea East.

## Membres du parlement
| Election | Election | Membre           | Parti   | Portrait |
| -------- | -------- | ---------------- | ------- | -------- |
|          | 1918     | Jack Edwards     | Libéral |          |
|          | 1922     | Ramsay MacDonald | Labour  |          |
|          | 1929     | William Cove     | Labour  |          |
|          | 1959     | Sir John Morris  | Labour  |          |
|          | 2001     | Hywel Francis    | Labour  |          |
|          | 2015     | Stephen Kinnock  | Labour  |          |

## Élections

### Élections dans les années 2010
| Élections générales de 2017: Aberavon, |                   |                 |        |      |       |
| Parti                                  | Parti             | Candidat        | Votes  | %    | ±     |
|                                        | Labour            | Stephen Kinnock | 22,662 | 68.1 | +19.2 |
|                                        | Conservateur      | Sadie Vidal     | 5,901  | 17.7 | +5.9  |
|                                        | Plaid Cymru       | Andrew Bennison | 2,761  | 8.3  | −3.3  |
|                                        | UKIP              | Caroline Jones  | 1,345  | 4.0  | −11.7 |
|                                        | Liberal Democrats | Cen Phillips    | 599    | 1.8  | −2.6  |
| Majorité                               | Majorité          | Majorité        | 16,761 | 50.4 | +17.3 |
| Participation                          | Participation     | Participation   | 33,268 | 66.7 | +3.4  |
|                                        | Labour hold       | Labour hold     | Swing  | +6.7 |       |

| Élections générales de 2015: Aberavon, |                   |                   |        |      |       |
| Parti                                  | Parti             | Candidat          | Votes  | %    | ±     |
|                                        | Labour            | Stephen Kinnock   | 15,416 | 48.9 | −3.0  |
|                                        | UKIP              | Peter Bush        | 4,971  | 15.8 | +14.2 |
|                                        | Conservateur      | Edward Yi He      | 3,742  | 11.9 | −2.4  |
|                                        | Plaid Cymru       | Duncan Higgitt    | 3,663  | 11.6 | +4.5  |
|                                        | Liberal Democrats | Helen Ceri-Clarke | 1,397  | 4.4  | −11.8 |
|                                        | Indépendant       | Captain Beany     | 1,137  | 3.6  | +1.8  |
|                                        | Green             | Jonathan Tier     | 711    | 2.3  | n/a   |
|                                        | Socialist Labour  | Andrew Jordan     | 352    | 1.1  | n/a   |
|                                        | TUSC              | Owen Herbert      | 134    | 0.4  | n/a   |
| Majorité                               | Majorité          | Majorité          | 10,445 | 33.1 | −2.6  |
| Participation                          | Participation     | Participation     | 31,523 | 63.3 | +2.3  |
|                                        | Labour hold       | Labour hold       | Swing  | −8.6 |       |

| Élections générales de 2010: Aberavon, |                           |                     |        |      |       |
| Parti                                  | Parti                     | Candidat            | Votes  | %    | ±     |
|                                        | Labour                    | Hywel Francis       | 16,073 | 51.9 | −8.1  |
|                                        | Liberal Democrats         | Keith Davies        | 5,034  | 16.3 | +2.5  |
|                                        | Conservateur              | Caroline Jones      | 4,411  | 14.2 | +4.1  |
|                                        | Plaid Cymru               | Paul Nicholls-Jones | 2,198  | 7.1  | −4.7  |
|                                        | BNP                       | Kevin Edwards       | 1,276  | 4.1  | N/A   |
|                                        | Indépendant               | Andrew Tutton       | 919    | 3.0  | N/A   |
|                                        | New Millennium Bean Party | Captain Beany       | 558    | 1.8  | N/A   |
|                                        | UKIP                      | Joe Callan          | 489    | 1.6  | N/A   |
| Majorité                               | Majorité                  | Majorité            | 11,039 | 35.7 | −10.6 |
| Participation                          | Participation             | Participation       | 30,958 | 61.0 | +2.0  |
|                                        | Labour hold               | Labour hold         | Swing  | −5.3 |       |

### Élections dans les années  2000
| Élections générales de 2005: Aberavon |                   |                      |        |      |      |
| Parti                                 | Parti             | Candidat             | Votes  | %    | ±    |
|                                       | Labour            | Hywel Francis        | 18,077 | 60.0 | −3.1 |
|                                       | Liberal Democrats | Claire Waller        | 4,140  | 13.8 | +4.0 |
|                                       | Plaid Cymru       | Philip Evans         | 3,545  | 11.8 | +2.1 |
|                                       | Conservateur      | Annunziata Rees-Mogg | 3,064  | 10.2 | +2.6 |
|                                       | Veritas           | Jim Wright           | 768    | 2.6  | N/A  |
|                                       | Green             | Miranda La Vey       | 510    | 1.7  | N/A  |
| Majorité                              | Majorité          | Majorité             | 13,937 | 46.3 | −7.1 |
| Participation                         | Participation     | Participation        | 30,104 | 58.9 | −1.9 |
|                                       | Labour hold       | Labour hold          | Swing  | −3.6 |      |

| Élections générales de 2001: Aberavon |                     |                    |        |      |       |
| Parti                                 | Parti               | Candidat           | Votes  | %    | ±     |
|                                       | Labour              | Hywel Francis      | 19,063 | 63.1 | −8.2  |
|                                       | Plaid Cymru         | Lisa Turnbull      | 2,955  | 9.8  | +4.0  |
|                                       | Liberal Democrats   | Christopher Davies | 2,933  | 9.7  | −1.6  |
|                                       | Conservateur        | Ali Miraj          | 2,296  | 7.6  | −0.3  |
|                                       | Indépendant         | Andrew Tutton      | 1,960  | 6.5  | N/A   |
|                                       | New Millennium Bean | Captain Beany      | 727    | 2.4  | +1.4  |
|                                       | Socialist Alliance  | Martin Chapman     | 256    | 0.8  | N/A   |
| Majorité                              | Majorité            | Majorité           | 16,108 | 53.3 | −9.5  |
| Participation                         | Participation       | Participation      | 30,190 | 61.0 | −10.9 |
|                                       | Labour hold         | Labour hold        | Swing  |      |       |

### Élections dans les années  1990
| Élections générales de 1997: Aberavon, |               |                   |        |      |      |
| Parti                                  | Parti         | Candidat          | Votes  | %    | ±    |
|                                        | Labour        | John Morris       | 25,650 | 71.3 | +4.2 |
|                                        | Libéral       | Ronald McConville | 4,079  | 11.3 | −1.1 |
|                                        | Conservateur  | Peter Harper      | 2,835  | 7.9  | −5.9 |
|                                        | Plaid Cymru   | Philip Cockwell   | 2,088  | 5.8  | +1.0 |
|                                        | Referendum    | Peter David       | 970    | 2.7  | N/A  |
|                                        | Indépendant   | Captain Beany     | 341    | 1.0  | −0.8 |
| Majorité                               | Majorité      | Majorité          | 21,571 | 62.8 | +9.6 |
| Participation                          | Participation | Participation     | 35,963 | 71.9 | −5.7 |
|                                        | Labour hold   | Labour hold       | Swing  | +1.6 |      |

| Élections générales de 1992: Aberavon, |               |                     |        |      |      |
| Parti                                  | Parti         | Candidat            | Votes  | %    | ±    |
|                                        | Labour        | John Morris         | 26,877 | 67.1 | +0.3 |
|                                        | Conservateur  | Hywel Williams      | 5,567  | 13.9 | −0.5 |
|                                        | Libéral       | Marilyn Harris      | 4,999  | 12.5 | −3.6 |
|                                        | Plaid Cymru   | David W.J. Saunders | 1,919  | 4.8  | +2.0 |
|                                        | Real Bean     | Captain Beany       | 707    | 1.8  | N/A  |
| Majorité                               | Majorité      | Majorité            | 21,310 | 53.2 | +2.5 |
| Participation                          | Participation | Participation       | 40,069 | 77.6 | −0.1 |
|                                        | Labour hold   | Labour hold         | Swing  | +0.4 |      |

### Élections dans les années  1980
| Élections générales de 1987: Aberavon |               |                |        |      |       |
| Parti                                 | Parti         | Candidat       | Votes  | %    | ±     |
|                                       | Labour        | John Morris    | 27,126 | 66.8 | +8.0  |
|                                       | Libéral       | Marilyn Harris | 6,517  | 16.0 | −4.3  |
|                                       | Conservateur  | Paul Warwick   | 5,861  | 14.4 | −1.9  |
|                                       | Plaid Cymru   | Anne Howells   | 1,124  | 2.8  | −1.8  |
| Majorité                              | Majorité      | Majorité       | 20,609 | 50.7 | +12.3 |
| Participation                         | Participation | Participation  | 40,628 | 77.7 | +2.1  |
|                                       | Labour hold   | Labour hold    | Swing  |      |       |

| Élections générales de 1983: Aberavon |               |                 |        |       |       |
| Parti                                 | Parti         | Candidat        | Votes  | %     | ±     |
|                                       | Labour        | John Morris     | 23,745 | 58.75 | −2.9  |
|                                       | Libéral       | Sheila M. Cutts | 8,206  | 20.30 | +11.3 |
|                                       | Conservateur  | G.N.A. Bailey   | 6,605  | 16.3  | −8.4  |
|                                       | Plaid Cymru   | A.G. Phillips   | 1,859  | 4.6   | +0.8  |
| Majorité                              | Majorité      | Majorité        | 15,539 | 38.45 | +1.5  |
| Participation                         | Participation | Participation   | 40,415 | 75.62 | −3.5  |
|                                       | Labour hold   | Labour hold     | Swing  |       |       |

### Élections dans les années 1970
| Élections générales de 1979: Aberavon |               |                 |        |      |      |
| Parti                                 | Parti         | Candidat        | Votes  | %    | ±    |
|                                       | Labour        | John Morris     | 31,665 | 61.7 | −1.1 |
|                                       | Conservateur  | F. McCarthy     | 12,692 | 24.7 | +7.9 |
|                                       | Libéral       | Sheila M. Cutts | 4,624  | 9.0  | −2.0 |
|                                       | Plaid Cymru   | Geraint Thomas  | 1,954  | 3.8  | −4.7 |
|                                       | Communist     | G. Rowden       | 406    | 0.8  | N/A  |
| Majorité                              | Majorité      | Majorité        | 18,973 | 37.0 | −9.1 |
| Participation                         | Participation | Participation   | 47,179 | 79.2 | +6.1 |
|                                       | Labour hold   | Labour hold     | Swing  |      |      |

| Élections générales d'octobre 1974: Aberavon |                        |                 |        |       |      |
| Parti                                        | Parti                  | Candidat        | Votes  | %     | ±    |
|                                              | Labour                 | John Morris     | 29,683 | 62.82 | −2.4 |
|                                              | Conservateur           | N K Hammond     | 7,931  | 16.78 | −5.8 |
|                                              | Libéral                | Sheila M. Cutts | 5,178  | 10.96 | N/A  |
|                                              | Plaid Cymru            | Geraint Thomas  | 4,032  | 8.53  | −3.6 |
|                                              | Workers' Revolutionary | J. Bevan        | 427    | 0.9   | N/A  |
| Majorité                                     | Majorité               | Majorité        | 21,752 | 46.04 | +3.4 |
| Participation                                | Participation          | Participation   | 47,251 | 73.07 | −2.6 |
|                                              | Labour hold            | Labour hold     | Swing  |       |      |

| Élections générales de février 1974: Aberavon |               |                     |        |       |       |
| Parti                                         | Parti         | Candidat            | Votes  | %     | ±     |
|                                               | Labour        | John Morris         | 31,656 | 65.24 | −1.8  |
|                                               | Conservateur  | Peter Hubbard-Miles | 10,968 | 22.60 | +0.3  |
|                                               | Plaid Cymru   | DG Foster           | 5,898  | 12.2  | +3.8  |
| Majorité                                      | Majorité      | Majorité            | 20,688 | 42.64 | −2.1  |
| Participation                                 | Participation | Participation       | 48,522 | 75.62 | +0.84 |
|                                               | Labour hold   | Labour hold         | Swing  |       |       |

| Élections générales de 1970: Aberavon |               |                   |        |       |       |
| Parti                                 | Parti         | Candidat          | Votes  | %     | ±     |
|                                       | Labour        | John Morris       | 31,314 | 66.99 | −8.45 |
|                                       | Conservateur  | Ian Grist         | 10,419 | 22.29 | +1.35 |
|                                       | Plaid Cymru   | Graham Farmer     | 3,912  | 8.37  | N/A   |
|                                       | Communist     | Julian Tudor Hart | 1,102  | 2.36  | −1.26 |
| Majorité                              | Majorité      | Majorité          | 20,895 | 44.70 | −9.81 |
| Participation                         | Participation | Participation     | 46,747 | 74.78 | −3.49 |
|                                       | Labour hold   | Labour hold       | Swing  |       |       |

### Élections dans les années 1960
| Élections générales de 1966: Aberavon |               |                   |        |       |       |
| Parti                                 | Parti         | Candidat          | Votes  | %     | ±     |
|                                       | Labour        | John Morris       | 33,763 | 75.44 | +3.33 |
|                                       | Conservateur  | Robert Hicks      | 9,369  | 20.94 | +0.41 |
|                                       | Communist     | Julian Tudor Hart | 1,620  | 3.62  | +0.88 |
| Majorité                              | Majorité      | Majorité          | 24,394 | 54.51 | +2.93 |
| Participation                         | Participation | Participation     | 45,146 | 78.27 | −2.58 |
|                                       | Labour hold   | Labour hold       | Swing  |       |       |

| Élections générales de 1964: Aberavon |               |                       |        |       |        |
| Parti                                 | Parti         | Candidat              | Votes  | %     | ±      |
|                                       | Labour        | John Morris           | 33,103 | 72.11 | +6.35  |
|                                       | Conservateur  | John Stradling Thomas | 9,424  | 20.53 | −7.07  |
|                                       | Plaid Cymru   | Glyn John             | 2,118  | 4.61  | −2.02  |
|                                       | Communist     | Julian Tudor Hart     | 1,260  | 2.74  | N/A    |
| Majorité                              | Majorité      | Majorité              | 23,679 | 51.58 | +13.42 |
| Participation                         | Participation | Participation         | 45,905 | 80.85 | −1.23  |
|                                       | Labour hold   | Labour hold           | Swing  |       |        |

### Élections dans les années 1950
| Élections générales de 1959: Aberavon |               |                |        |       |       |
| Parti                                 | Parti         | Candidat       | Votes  | %     | ±     |
|                                       | Labour        | John Morris    | 30,397 | 65.76 | −3.78 |
|                                       | Conservateur  | Geoffrey Howe  | 12,759 | 27.60 | −2.86 |
|                                       | Plaid Cymru   | Iixtyd M Lewis | 3,066  | 6.63  | N/A   |
| Majorité                              | Majorité      | Majorité       | 17,638 | 38.16 | −0.91 |
| Participation                         | Participation | Participation  | 46,222 | 82.08 | +2.81 |
|                                       | Labour hold   | Labour hold    | Swing  |       |       |

| Élections générales de 1955: Aberavon |               |               |        |       |       |
| Parti                                 | Parti         | Candidat      | Votes  | %     | ±     |
|                                       | Labour        | William Cove  | 29,003 | 69.54 | −2.43 |
|                                       | Conservateur  | Geoffrey Howe | 12,706 | 30.46 | +2.43 |
| Majorité                              | Majorité      | Majorité      | 16,297 | 39.07 | −4.87 |
| Participation                         | Participation | Participation | 41,709 | 79.27 | −5.36 |
|                                       | Labour hold   | Labour hold   | Swing  | −2.43 |       |

| Élections générales de 1951: Aberavon |               |                |        |       |       |
| Parti                                 | Parti         | Candidat       | Votes  | %     | ±     |
|                                       | Labour        | William Cove   | 30,498 | 71.97 | +3.29 |
|                                       | Conservateur  | John Loveridge | 11,878 | 28.03 | +9.05 |
| Majorité                              | Majorité      | Majorité       | 18,620 | 43.94 | −5.76 |
| Participation                         | Participation | Participation  | 42,376 | 84.63 | −1.21 |
|                                       | Labour hold   | Labour hold    | Swing  |       |       |

| Élections générales de 1950: Aberavon |                                  |                 |        |       |       |
| Parti                                 | Parti                            | Candidat        | Votes  | %     | ±     |
|                                       | Labour                           | William Cove    | 29,278 | 68.68 | −3.83 |
|                                       | National Libéral et Conservateur | Auberon Herbert | 8,091  | 18.98 | −8.51 |
|                                       | Libéral                          | Maldwyn Thomas  | 5,263  | 12.35 | N/A   |
| Majorité                              | Majorité                         | Majorité        | 21,187 | 49.70 | +4.68 |
| Participation                         | Participation                    | Participation   | 42,634 | 85.84 | +6.42 |
|                                       | Labour hold                      | Labour hold     | Swing  |       |       |

### Élections dans les années 1940
| Élections générales de 1945: Aberavon |               |                 |        |       |   |
| Parti                                 | Parti         | Candidat        | Votes  | %     | ± |
|                                       | Labour        | William Cove    | 31,286 | 72.51 |   |
|                                       | Conservateur  | David Llewellyn | 11,860 | 27.49 |   |
| Majorité                              | Majorité      | Majorité        | 19,426 | 45.02 |   |
| Participation                         | Participation | Participation   | 43,146 | 79.42 |   |
|                                       | Labour hold   | Labour hold     | Swing  |       |   |

### Élections dans les années 1930
| Élections générales de 1935: Aberavon |             |              |           |     |     |
| Parti                                 | Parti       | Candidat     | Votes     | %   | ±   |
|                                       | Labour      | William Cove | unopposed | n/a | n/a |
|                                       | Labour hold | Labour hold  | Swing     | n/a |     |

| Élections générales de 1931: Aberavon |               |               |        |      |      |
| Parti                                 | Parti         | Candidat      | Votes  | %    | ±    |
|                                       | Labour        | William Cove  | 23,029 | 58.4 | +2.5 |
|                                       | Libéral       | Edward Curran | 16,378 | 41.6 | +8.4 |
| Majorité                              | Majorité      | Majorité      | 6,651  | 16.9 |      |
| Participation                         | Participation | Participation |        | 84.4 |      |
|                                       | Labour hold   | Labour hold   | Swing  | -3.0 |      |

### Élections dans les années 1920
| Élections générales de 1929: Aberavon |               |                        |        |      |       |
| Parti                                 | Parti         | Candidat               | Votes  | %    | ±     |
|                                       | Labour        | William Cove           | 22,194 | 55.9 | +2.8  |
|                                       | Libéral       | William Henry Williams | 13,155 | 33.2 | -13.7 |
|                                       | Unioniste     | Francis Bertram Reece  | 4,330  | 10.9 | n/a   |
| Majorité                              | Majorité      | Majorité               | 9,039  | 22.7 | +16.5 |
| Participation                         | Participation | Participation          |        | 87.0 | -2.6  |
|                                       | Labour hold   | Labour hold            | Swing  | +8.2 |       |

| Élections générales de 1924: Aberavon |               |                        |        |      |   |
| Parti                                 | Parti         | Candidat               | Votes  | %    | ± |
|                                       | Labour        | Ramsay MacDonald       | 17,724 | 53.1 |   |
|                                       | Libéral       | William Henry Williams | 15,624 | 46.9 |   |
| Majorité                              | Majorité      | Majorité               | 2,100  | 6.2  |   |
| Participation                         | Participation | Participation          |        | 89.6 |   |
|                                       | Labour hold   | Labour hold            | Swing  |      |   |

| Élections générales de 1923: Aberavon |               |                         |        |      |      |
| Parti                                 | Parti         | Candidat                | Votes  | %    | ±    |
|                                       | Labour        | Ramsay MacDonald        | 17,439 | 55.6 | +9.0 |
|                                       | Unioniste     | Sidney Hutchinson Byass | 13,927 | 44.4 | +8.3 |
| Majorité                              | Majorité      | Majorité                | 3,512  | 11.2 | +0.7 |
| Participation                         | Participation | Participation           |        | 87.2 | +1.4 |
|                                       | Labour hold   | Labour hold             | Swing  | +0.3 |      |

| Élections générales de 1922: Aberavon |                              |                              |        |       |       |
| Parti                                 | Parti                        | Candidat                     | Votes  | %     | ±     |
|                                       | Labour                       | Ramsay MacDonald             | 14,318 | 46.6  | +10.9 |
|                                       | Unioniste                    | Sidney Hutchinson Byass      | 11,111 | 36.1  | n/a   |
|                                       | National Liberal             | John Edwards                 | 5,238  | 17.3  | -45.5 |
| Majorité                              | Majorité                     | Majorité                     | 3,207  | 10.5  | -16.5 |
| Participation                         | Participation                | Participation                |        | 88.6  |       |
|                                       | Labour vainqueur sur Libéral | Labour vainqueur sur Libéral | Swing  | +28.2 |       |

### Élections dans les années 1910
| Élections générales de 1918: Aberavon |                                   |                 |        |      |     |
| Parti                                 | Parti                             | Candidat        | Votes  | %    | ±   |
|                                       | Libéral                           | Jack Edwards    | 13,635 | 62.8 | N/A |
|                                       | Labour                            | Robert Williams | 7,758  | 35.7 | N/A |
|                                       | NFDDSS                            | T.G. Jones      | 324    | 1.5  | N/A |
| Majorité                              | Majorité                          | Majorité        | 5,877  | 27.1 | N/A |
| Participation                         | Participation                     | Participation   | 21,697 | 71.4 | N/A |
|                                       | Libéral Vainqueur (nouveau siège) |                 |        |      |     |

- Jones s'est retiré en faveur d'Edwards le 13 décembre 1918